# Chrysopogon serrulatus
Chrysopogon serrulatus är en gräsart som beskrevs av Carl Bernhard von Trinius. Chrysopogon serrulatus ingår i släktet Chrysopogon och familjen gräs. Inga underarter finns listade i Catalogue of Life.